# غريغ ماكوين
غريغ ماكوين (بالإنجليزية: Greg McKeown)‏ هو لاعب كرة قدم أمريكي في مركز الهجوم، ولد في 1957 في الولايات المتحدة. لعب مع سان خوزيه إيرث كويكس.